# À propos du Géant

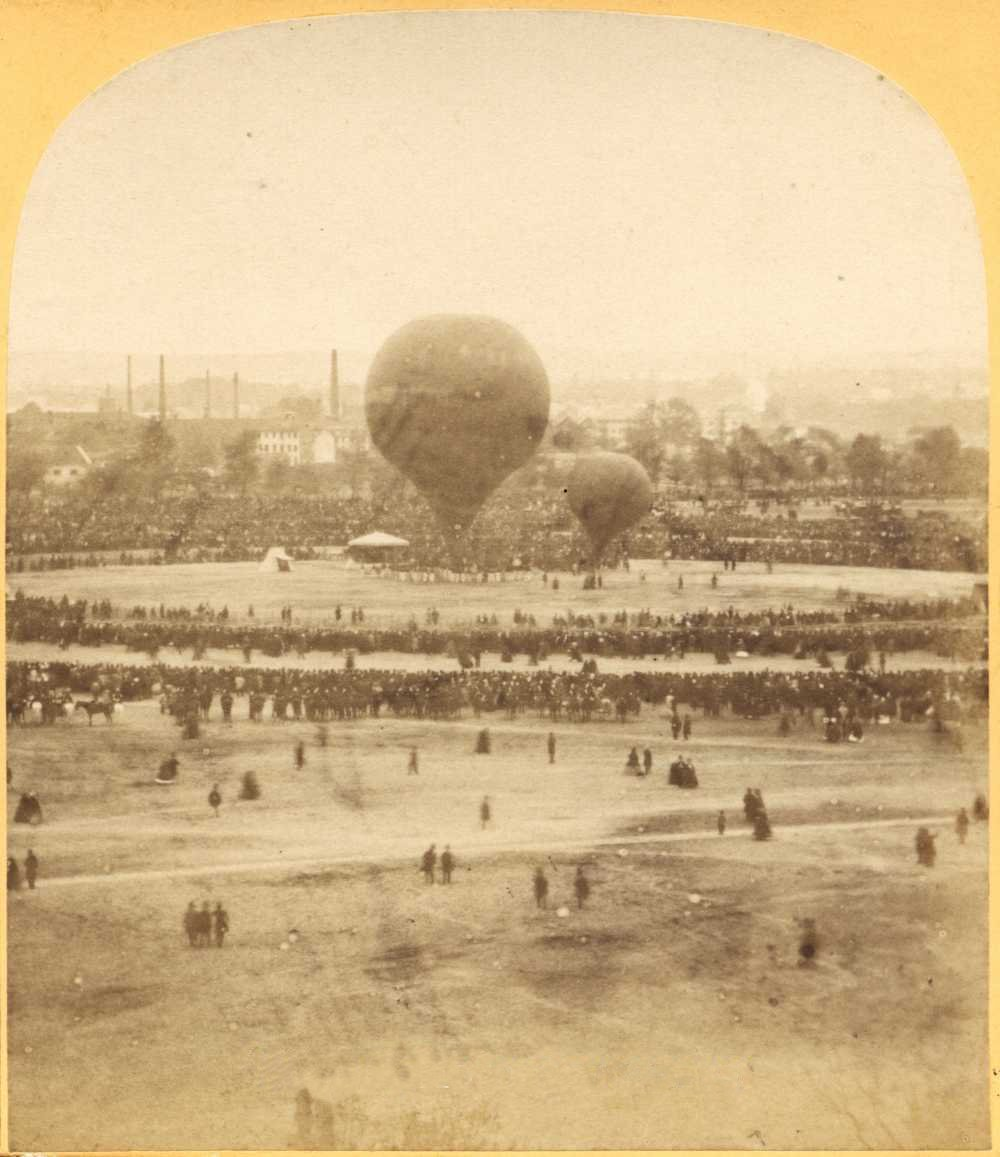
Seconde ascension du Géant, Paris, Champ de Mars, 18 octobre 1863. Photographie anonyme.

À propos du Géant est un texte écrit par Jules Verne en 1863 et paru en décembre de la même année, dans le Musée des familles.

## Commentaires
Loin d'épiloguer sur les différentes tentatives du Géant, énorme ballon de six mille mètres cubes créé par Nadar, Verne s'intéresse au développement de l'hélicoptère, préconisé par Gustave Ponton d'Amécourt. Nadar militait d'ailleurs avec lui pour les plus lourds que l'air. Ponton d'Amécourt fonda avec Guillaume Joseph Gabriel de La Landelle la Société d'encouragement pour la locomotion aérienne au moyen d'appareils plus lourds que l'air, dont Verne fut le censeur et qui regroupa de nombreux noms illustres, dont celui de Victor Hugo. Le manifeste de l'autolocomation fut publié dans La Presse, le 31 juillet 1863. La société fonda ensuite la revue L'Aéronaute, qui parut jusqu'en 1911.

## Éditions
- Textes oubliés. Édition 10/18, 1979, p. 97-101.
- Un Voyage en ballon, avec Un drame dans les airs et 24 minutes en ballon, Centre International Jules Verne, 2001.